# Rafael Pavón
Rafael Pavón (Córdoba, 4 novembre 1953) è un ex calciatore argentino, di ruolo difensore.

## Carriera

### Club
Ha giocato nella massima serie argentina con Belgrano e Talleres, due squadre di Córdoba (sua città d'origine), e nella seconda serie spagnola con il Deportivo Alavés.

### Nazionale
Nel 1975 ha giocato 3 partite con la Nazionale argentina prendendo parte alla Copa América 1975.